# Podnieśno (przystanek kolejowy)
Podnieśno – zamknięty w 2004 roku posterunek bocznicowy szlakowy  a dawniej stacja kolejowa w Suchożebrach na linii kolejowej nr 55 Sokołów Podlaski – Siedlce, w województwie mazowieckim, w Polsce.